# メンデレーエフスク
座標: 北緯55度53分26秒 東経52度19分8秒 / 北緯55.89056度 東経52.31889度

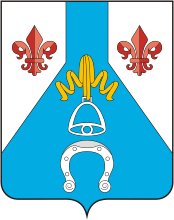
メンデレーエフスクの紋章

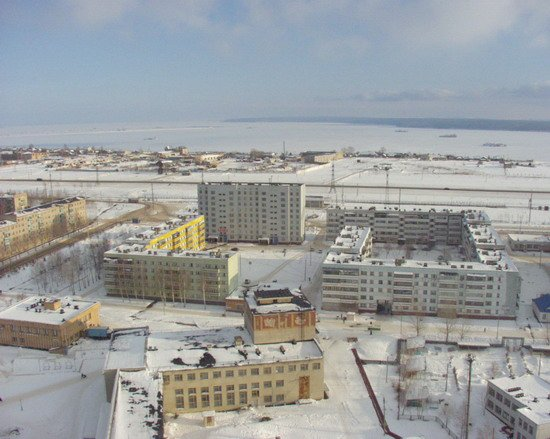
メンデレーエフスクの住宅地区

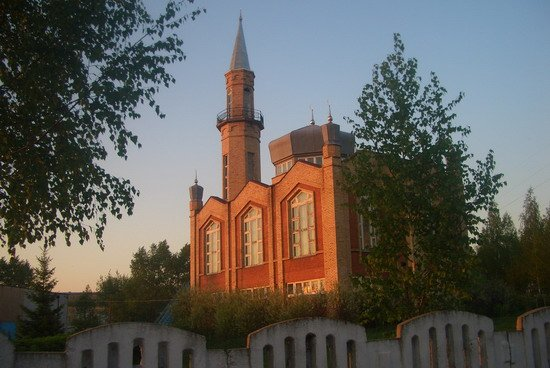
メンデレーエフスクのモスク

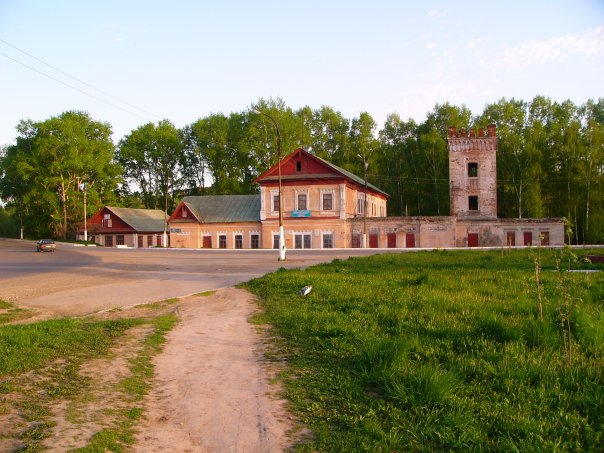
メンデレーエフスクの歴史博物館

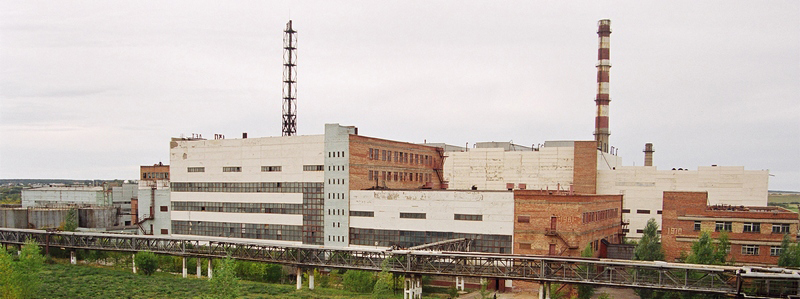
カルポフ化学工場

メンデレーエフスク（メンデリェーエフスク、メンデリェーイェフスク、ロシア語: Менделе́евск、ラテン文字表記の例: Mendeleyevsk、タタール語: Менделеев, Mendeleyev）は、ロシアのタタールスタン共和国北東部の町。人口は2万2875人（2021年）。
共和国の首都カザンから東へ240km、イジェフスクから南へ170km、ナーベレジヌイェ・チェルヌイとエラブガからは20kmほど。カマ川の北側の支流（右支流）であるトイマ川の岸に建つ。カマ川を堰き止めニジネカムスク湖を形成するニジネカムスク・ダムはこの付近にある。

## 歴史
ボンジュガ（ボンジュジスキー）村の近くに化学工場が建てられたのが1868年のことである。この工場の周りにできた工場町が現在の市街地である。
1928年にはこの工場町は都市型集落ボンジュジスク（Бондюжск）となった。1967年にはボンジュガ村（Бондюга）、チヒエ・ゴールィ村（Тихие Горы）、レニノ村（Ленино、旧名カマシェヴォ村 Камашево）を併合して市となり、その際に一時期この化学工場にいた周期表の作成者として名高い科学者ドミトリ・メンデレーエフを記念してメンデレーエフスクと改名している。

## 文化
メンデレーエフスクには、かつての化学工場創始者の邸宅とオフィス、神現聖堂（ボゴヤフレンスカヤ聖堂）など19世紀の建物が残る。1995年には新たにモスクも建設された。1994年には歴史博物館も建てられた。カマ川沿いのかつてのチヒエ・ゴールィ村で1917年の夏を過ごした文学者ボリス・パステルナークの展覧会などを行っている。
付近のイルネト村にある聖堂や学校などの建物、タタール人の村であるコクスハン村のモスク、トゥラエヴォ村にあるフン族の墳墓などもこの地方の見どころになっている。

## 経済・交通
主な企業には、Л.Я.カルポフ化学工場（ОАО «Химический завод им.Л.Я.Карпова»）、メンデレーエフスクアゾート化学工場など大きな工場がある。またナーベレジヌイェ・チェルヌイにある自動車会社KAMAZの部品工場などもある。
ブグリマ-ナーベレジヌイェ・チェルヌイ-アグルィズと、タタールスタン東部を南北に結ぶ鉄道がこの町を通っている。